# Québriac
Québriac is een gemeente in het Franse departement Ille-et-Vilaine (regio Bretagne). De plaats maakt deel uit van het arrondissement Rennes. Québriac telde op 1 januari 2022 1.590 inwoners.

## Geografie
De oppervlakte van Québriac bedroeg op 1 januari 2022 20,72 vierkante kilometer; de bevolkingsdichtheid was toen 76,7 inwoners per km².

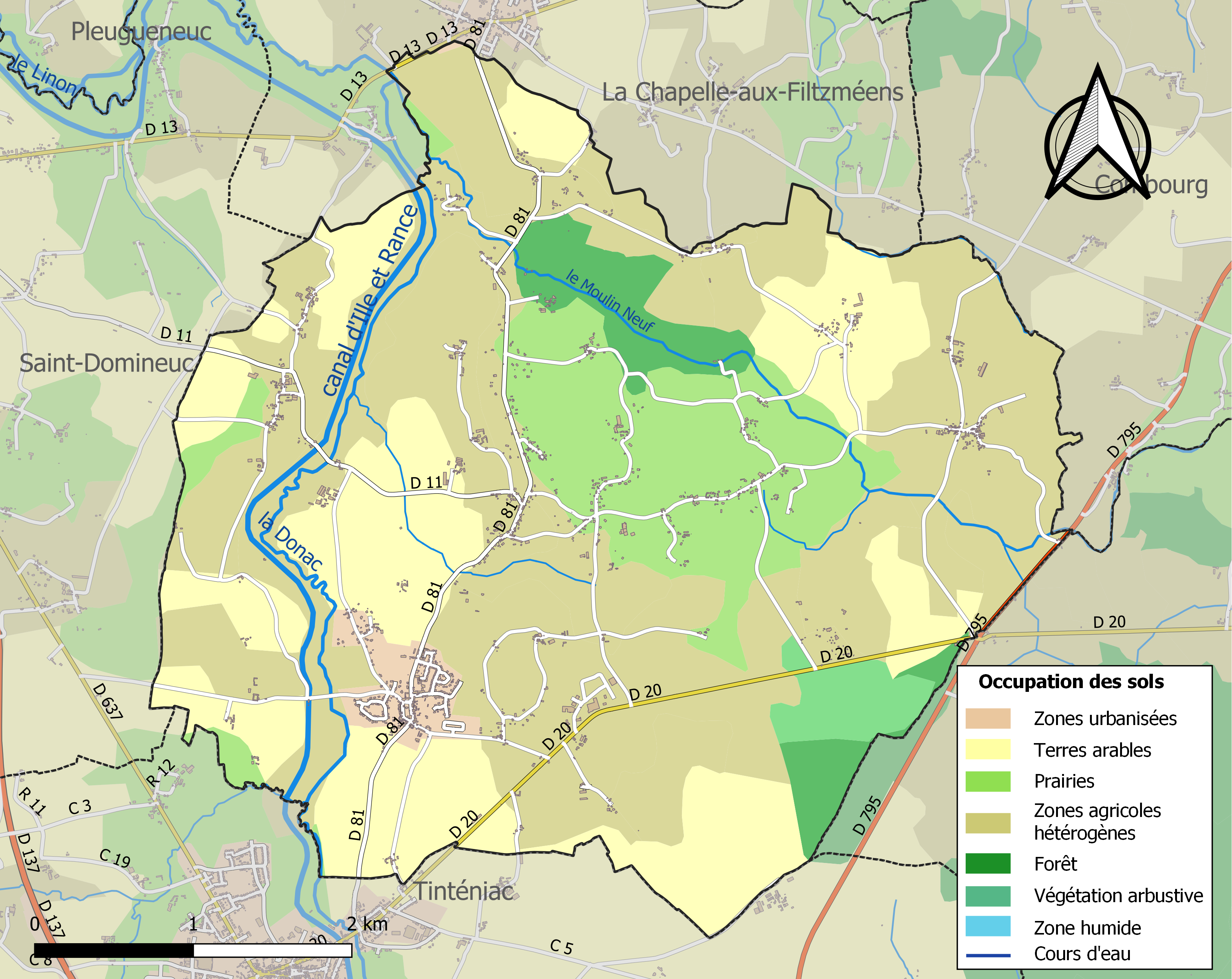
Kaart van de gemeente met belangrijkste infrastructuur, bodemgebruik en omliggende gemeenten

## Demografie
Onderstaande figuur toont het verloop van het inwonertal, bron: INSEE-tellingen. 